# 42nd Air Base Wing
Il 42nd Air Base Wing è uno stormo di base aerea dell'Air Education and Training Command, subordinato all'Air University. Il suo quartier generale è situato presso la Maxwell Air Force Base, in Alabama, della quale è l'unità ospitante.

## Organizzazione
Attualmente, al maggio 2017, lo stormo controlla:
- 42nd Mission Support Group
  - 42nd Civil Engineer Squadron
  - 42nd Communications Squadron
  - 42nd Contracting Squadron
  - 42nd Logistics Readiness Squadron
  - 42nd Force Support Squadron
    - 42nd Operations Support Flight

  - 42nd Security Forces Squadron
- 42nd Medical Group
  - 42nd Medical Support Squadron
  - 42nd Medical Operations Squadron
  - 42nd Aerospace Medicine Squadron